# Colonel White
Colonel White is een personage uit Gerry Andersons supermarionation-sciencefictionserie Captain Scarlet and the Mysterons en de digitaal geanimeerde remake New Captain Scarlet.
Colonel White is de opperbevelhebber van de Spectrum organisatie. Hij is van Britse afkomst en zijn echte naam is Charles Grey. Zijn stem werd in de originele serie gedaan door Donald Gray, en in de nieuwe serie door Mike Hayley.

## Captain Scarlet and the Mysterons

### Rol
In de serie zat White vrijwel de hele tijd achter zijn bureau in de Cloubase controlekamer. De enige afleveringen waarin hij de basis verliet waren White as Snow, Spectrum Strikes Back, Special Assignment en Flight to Atlantica. Lieutenant Green is zijn assistent.
White is continu met zijn werk bezig en verwacht sterke discipline van zijn agenten.

### Geschiedenis
Er werd niet veel onthuld over Colonel Whites identiteit of biografie in de originele serie. In de aflevering White as Snow deed hij zich voor als Robert Snow. Dit was de enige keer dat hij bij een andere naam dan zijn Spectrum rang werd genoemd.
Colonel White werd geboren als Charles Gray in Londen en groeide op onder het militaire regime. In zijn tienerjaren studeerde hij aan King’s College Canterbury, Kent. Daarna studeerde hij verder aan de Universiteit van Norwich, Norfolk. In 2038 kreeg hij 21-jarige leeftijd eersteklas eretitels in computercontrole, navigatie en technologie. Na de universiteit te hebben afgemaakt ging Gray bij de Britse marine, waar hij diende op duikboten en op probleemplaatsen zoals Zuidoost-Azië in 2040, IJsland in 2042, de Panama-Isthmus opstand van 2042-2043. Zeer korte tijd was hij zelfs kapitein (2046). Tijdens de Britse burgeroorlog in 2046 kreeg Charles Gray de rang van kapitein en het bevel over een niet bij naam genoemde Brits marineschip in de Atlantische Oceaan. Blijkbaar sloot hij zich aan bij de rebellen en hielp hen de militaire dictatuur over Engeland te verslaan. Na de opstand sloot Engeland zich aan bij de Wereld Overheid in februari 2047, en kreeg Charles Grey het bevel over een marineschip van de wereldmarine.
Vanaf dat punt kreeg Gray steeds meer promotie en werd zelfs admiraal van de Britse vloot. Door zijn gewaagde escapades, zijn koele houding in lastige situaties en leiderskwaliteiten kreeg hij respect bij veel hoge militaire leiders. Op zijn 30e kondigde hij echter zijn ontslag van militaire dienst aan.
Dit ontslag was slechts een dekmantel aangezien Gray was geselecteerd om te dienen in de Universele Geheime Dienst (Universal Secret Service). Hij trouwde in 2048 (de naam van zijn vrouw is niet bekend), en na twee jaar te hebben gediend als veldagent werd hij gepromoveerd naar de organisatie van de USS. In 2050 ging hij bij de Britse sectie van USS, die geïnfiltreerd bleek te zijn door dubbelagenten. In slechts 1 jaar tijd wist hij deze agenten te ontmaskeren. Rond dezelfde tijd overleed ook zijn vrouw (exacte datum niet bekend).
In 2065 leverde zijn status hem de rang van Colonel op bij Spectrum, alwaar hij de codenaam White aannam.
White toont geregeld dat hij de agenten en officieren die onder hem werken goed kent. Zo hield hij er in de aflevering Special Assignment al rekening mee dat Captain Blue zou proberen de geschorste Captain Scarlet (die eigenlijk op een undercovermissie was) te vinden. Zelfs in zijn vrije tijd houdt hij zich bezig met werk, en maakt maar heel weinig tijd vrij voor eigen activiteiten. In de weinige vrije tijd die hij zichzelf gunt houdt hij van schaken en oorlog role-playing games.

## New Captain Scarlet
In de remakeserie uit 2005 is Colonel Whites vrouw nog in leven en werd haar naam wel genoemd, Diana. Tevens heeft hij in deze serie en dochter genaamd Victoria. Beide wonen in Gloucestershire, Engeland.
White is in deze serie en voormalige officier van de Britse Marine en MI6/SIS agent.
Zijn interesses zijn Schaken ,vissen en schermen